# Amherst College
Amherst College (i/ˈæmərst/ AM-ərst) este un colegiu de arte liberale privat din Amherst, Massachusetts, Statele Unite ale Americii. Fondat în anul 1821 într-o încercarea de relocare a Williams College de către președintele său, Zephaniah Swift Moore, Amherst este a treia cea mai veche instituție de învățământ superior din Massachusetts. Instituția a fost numită după orașul gazdă, care la rândul său a fost numit după lordul Jeffrey Amherst. Amherst a fost înființat ca un colegiu de băieți și a devenit mixt în 1975.
Amherst este exclusiv o instituție universitară de patru ani și avea 1.795 studenți în toamna anului 2015. Studenții  aleg cursuri din 38 de programe majore incluse în programa de sudii. Nu se impune urmarea unui curriculum de bază sau îndeplinirea vreunei cerințe, studenții putându-și stabili propria programă de studii pe care să o urmeze. Bobocii pot alege cursuri avansate, iar cei din anii terminali pot alege cursuri introductive. Pentru promoția 2020, Amherst a primit 8.397 de cereri și a acceptat 1.149, având o rată de acceptare de 13,7%. Amherst a fost clasat pe locul 2 dintre cele mai bune colegii de arte liberale din țară de către U. S. News & World Report și pe locul 12 dintre toate colegiile și universitățile din SUA de către Forbes într-un clasament din 2016. Amherst concurează în New England Small College Athletic Conference. 
Amherst a avut în cursul timpului relații apropiate și rivalități cu Williams College și Universitatea Wesleyan cu care formează grupul Little Three. Colegiul este membru al Five College Consortium, care permite studenților să participe la cursuri de la alte patru instituții din Pioneer Valley. Acestea sunt Mount Holyoke College, Smith College, Hampshire College și la Universitaty of Massachusetts Amherst.

## Rectorii colegiului
1. Zephaniah Swift Moore, 1821–1823
2. Heman Humphrey, 1823–1845
3. Edward Hitchcock, 1845–1854
4. William Augustus Stearns, 1854–1876
5. Julius Hawley Seelye, 1876–1890
6. Merrill Edwards Gates, 1890–1899
7. George Harris, 1899–1912
8. Alexander Meiklejohn, 1912–1924
9. George Daniel Olds, 1924–1927
10. Arthur Stanley Pease, 1927–1932
11. Stanley King, 1932–1946
12. Charles Woolsey Cole, 1946–1960
13. Calvin Hastings Plimpton, 1960–1971
14. John William Ward, 1971–1979
15. Julian Gibbs, 1979–1983
  1. G. Armour Craig, 1983–1984 (provizoriu)
16. Peter R. Pouncey, 1984–1994
17. Tom Gerety, 1994–2003
18. Anthony W. Marx, 2003–2011
19. Carolyn "Biddy" Martin, 2011–